# Cal·lip de Corint
Cal·lip, en llatí Callipus, en grec antic Κάλλιππος, fou un filòsof estoic nascut a Corint deixeble de Zenó, el fundador de l'escola estoica. Probablement és el Cal·lip que menciona Pausànies com a autor de l'obra συγγραφὴ εἱς Ὀρχομενίους, de la que se'n conserven uns fragments.